# Monte Nemrut
Il monte Nemrut (in turco Nemrut Dağı) è uno stratovulcano in fase di quiescenza della Turchia orientale, presso il lago di Van. Raggiunge un'altitudine di 2.948 m s.l.m.